# Jaklapallisaurus asymmetrica
Jaklapallisaurus asymmetrica es la única especie conocida del género extinto Jaklapallisaurus de dinosaurio sauropodomorfo unaysáurido, que vivió a fines del período Triásico, entre el Noriense y el Rhaetiense hace unos 203 millones de años, en lo que es hoy el subcontinente indio. Es conocido por el holotipo ISI R274, material postcraneal que fue recogido del estrato superior de la Formación Maleri en Andhra Pradesh, India, datada entre Noriano tardío y el Rhaetiano temprano, de la cuenca Pranhita–Godavari y del material referido ISI R279, un fémur derecho parcialmente completo, recolectado del estrato inferior de la Formación Dharmaram. Fue bautizado por Fernando E. Novas, Martín D. Ezcurra, Sankar Chatterjee y T. S. Kutty en 2011 y la especie tipo es Jaklapallisaurus asymmetrica. El nombre específico del género proviene del poblado indio de Jaklapalli cerca de la locación donde fue encontrado. El epíteto de la especie se refiere al altamente asimétrico astrágalo del animal en vista distal. Un análisis cladístico de Novas et al. encontró que todas las especies válidas de plateosáuridos crean una gran politomía. Jaklapallisaurus fue encontrado junto al sauropodomorfo basal Nambalia, un guaibasáurido, y dos dinosauriformes basales. Se encontró que Jaklapallisaurus , junto con Macrocollum y Unaysaurus, pertenecían al clado Unaysauridae.